# Jimmie Bernal
Jimmie Bernal (Chicago, 23 de febrero de 1962) es un actor estadounidense con una larga trayectoria en la televisión colombiana.

## Carrera

### Inicios y llegada a Colombia
Bernal, de padre colombiano. 
A mediados de los años 80 tuvo la oportunidad de figurar en algunas producciones de televisión en Colombia como Camelias al desayuno, Gallito Ramírez, Azúcar, Tuyo es mi corazón y La otra raya del tigre. Su personaje de John Millhouse Clemens en la popular serie de comedia Dejémonos de vainas le valió el reconocimiento nacional, a tal punto que protagonizó una secuela de la serie, Te quiero Pecas, junto a Claudia Anderson y Fernando Villate.
La muerte de su padre y la falta de oportunidades laborales llevaron a Bernal a regresar a los Estados Unidos, donde se desempeñó como instructor de buceo en Miami durante algunos años. Los atentados del 11 de septiembre de 2001 debilitaron el turismo en el país y Bernal tuvo que cambiar de oficio, fundando una empresa de vigilancia privada.

### Regreso a Colombia
En 2008 tuvo la oportunidad de regresar a Colombia para protagonizar la telenovela Cómplices junto a Ruddy Rodríguez. Ese mismo año interpretó el papel de William Danger en Doña Bárbara. Un año después integró el elenco de la producción internacional Más sabe el diablo. En el año 2010 apareció en producciones para televisión como La Mariposa, Santa diabla y El Capo. En 2019 empezó a interpretar el papel de Raymond Smith en la serie de televisión estadounidense Betty en NY, una nueva adaptación de la popular telenovela colombiana Yo soy Betty, la fea.

## Filmografía

### Televisión
- 2020 100 días para enamorarnos interpretando al senador Jones.
- 2019  Betty en NY interpretando a Raymond Smith.
- 2014  El Capo
- 2014  Every Witch Way interpretando a Rick Miller.
- 2013  Santa diabla
- 2012  Relaciones peligrosas interpretando a Andrés Máximo.
- 2011  La Mariposa interpretando a Jonathan Price.
- 2009  Más sabe el diablo interpretando a Lucas Santos.
- 2008  Cómplices interpretando a Harvey Slater "El Gringo".
- 2008  Doña Bárbara interpretando a Mister William Danger.
- 2002  Protagonistas de novela (Colombia)
- 1993  La otra raya del tigre.
- 1989  Azúcar interpretando a Ricardo Cummings.
- 1988 - 1994 Te quiero Pecas interpretando a John Milhouse Clemens-Whitman "El gringo".
- 1985 - 1988, 1996 - 1998 Dejémonos de vainas interpretando a John Milhouse Clemens-Whitman "El gringo".
- 1986  Gallito Ramírez interpretando a Matt Terril.
- 1985  Camelias al desayuno.
- 1985  Tuyo es mi corazón interpretando a Jairo Wilson.

### Cine
- 2014 - 5.
- 2012 - 5th of a Degree.
- 2010 - Immigration Tango.